# Jagnjilo
Jagnjilo es una población rural de la municipalidad de Mladenovac, en el distrito de Belgrado, Serbia.

## Superficie
Posee una superficie de 27,84 kilómetros cuadrados.

## Demografía
Hasta 2011 la población era de 1931 habitantes, con una densidad de población de 69,35 habitantes por kilómetro cuadrado.